# Cząstków (województwo świętokrzyskie)
Cząstków – wieś w Polsce położona w województwie świętokrzyskim, w powiecie kieleckim, w gminie Nowa Słupia.
| SIMC    | Nazwa          | Rodzaj    |
| ------- | -------------- | --------- |
| 0255266 | Ciemna         | część wsi |
| 0255272 | Nowy Cząstków  | część wsi |
| 0255289 | Stary Cząstków | część wsi |
| 0255295 | Zamłynie       | część wsi |

W latach 1954–1961 wieś należała i była siedzibą władz gromady Cząstków, po jej zniesieniu w gromadzie Rudki. W latach 1975–1998 miejscowość administracyjnie należała do województwa kieleckiego.
Obok wsi przepływa rzeka Pokrzywianka.
Według danych z 2011 roku miejscowość zamieszkiwało 436 osób.